# Sierkunst uit Melanesië
Sierkunst uit Melanesië was een kleine expositie van Melanesische voorwerpen uit de Etnografische Verzamelingen van de Universiteit Gent in het
Design Museum Gent in Gent. De tentoonstelling stond op de vloer van 12 maart tot en met 18 april 1993 en toonde drieëntwintig zeldzame of bijzondere sierobjecten (en versierde gebruiksobjecten) uit het westelijk deel van de Grote Oceaan, waaronder borst-, hals- en armsieraden, maar ook enkele geestenmaskers, kalkspatels, een nekstut (als steun bij het slapen) en een sierkam. De meeste van de getoonde voorwerpen zijn in 1905 door de Gentse hoogleraar C. de Bruyne aangekocht in het volkenkundig museum van Berlijn.
In de nummercatalogus van de expositie worden alle voorwerpen afgebeeld en uitgebreid besproken.

## Catalogus
- Bruyninx, E. en W. van Damme, Sierkunst uit Melanesië; voorwerpen uit de Verzamelingen van de Universiteit Gent. Gent: Universiteit Gent, 1993.